# Список кораблей Королевского военно-морского флота Канады

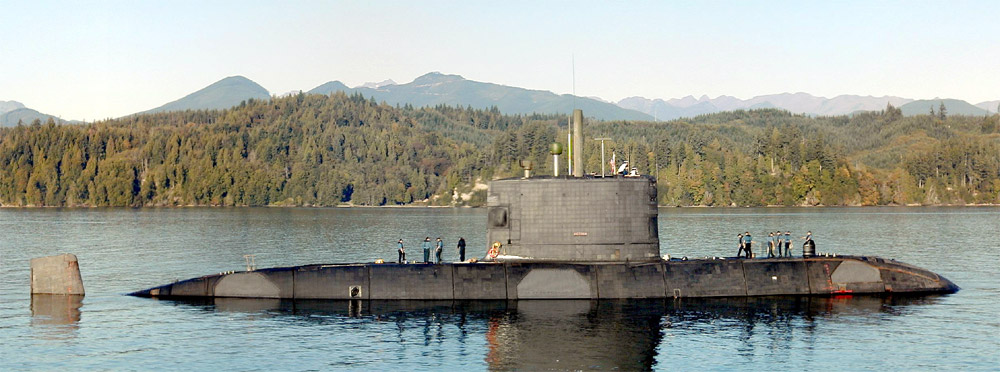
ККЕВ Виктория

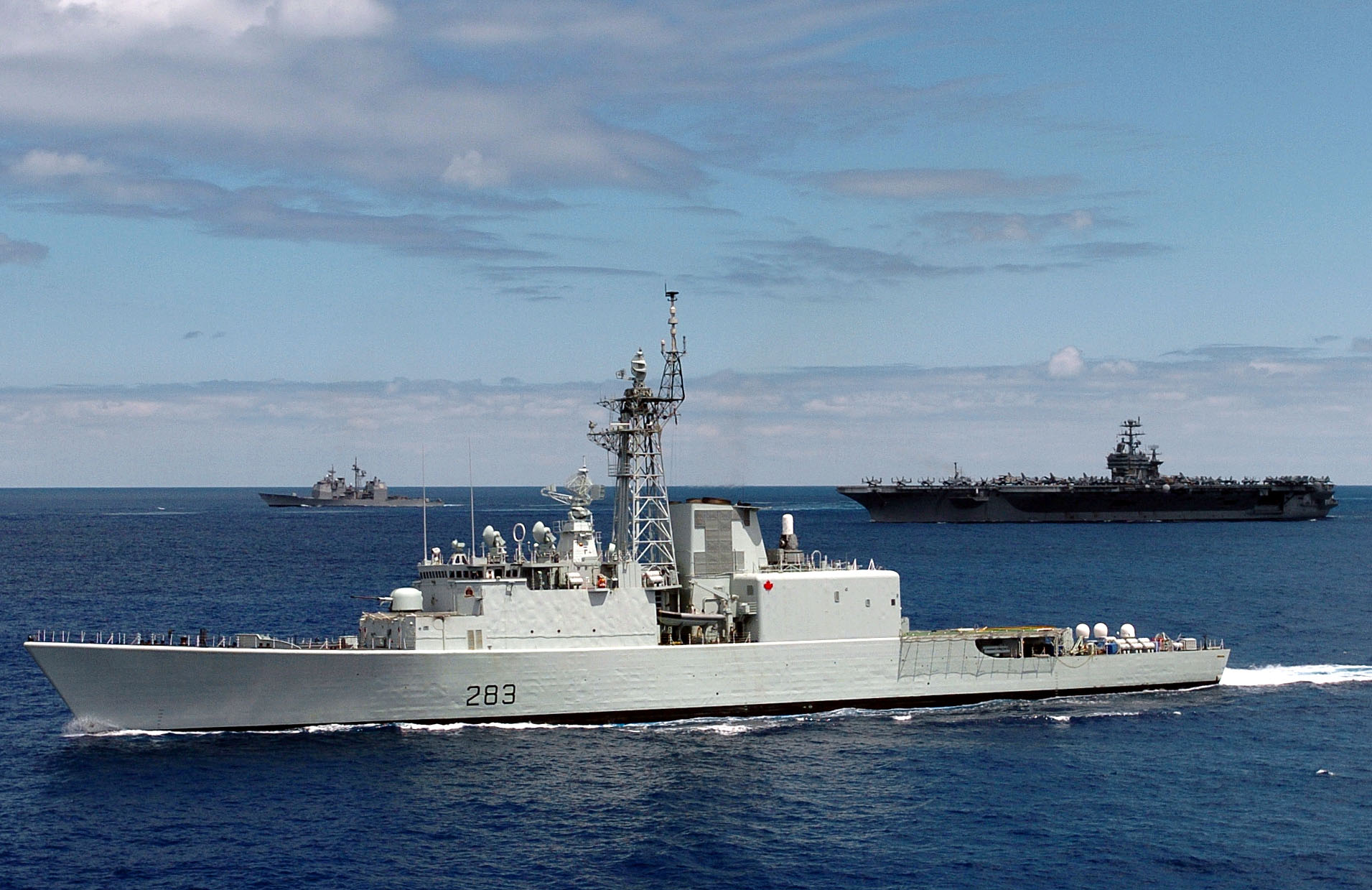
ККЕВ Алгонкин

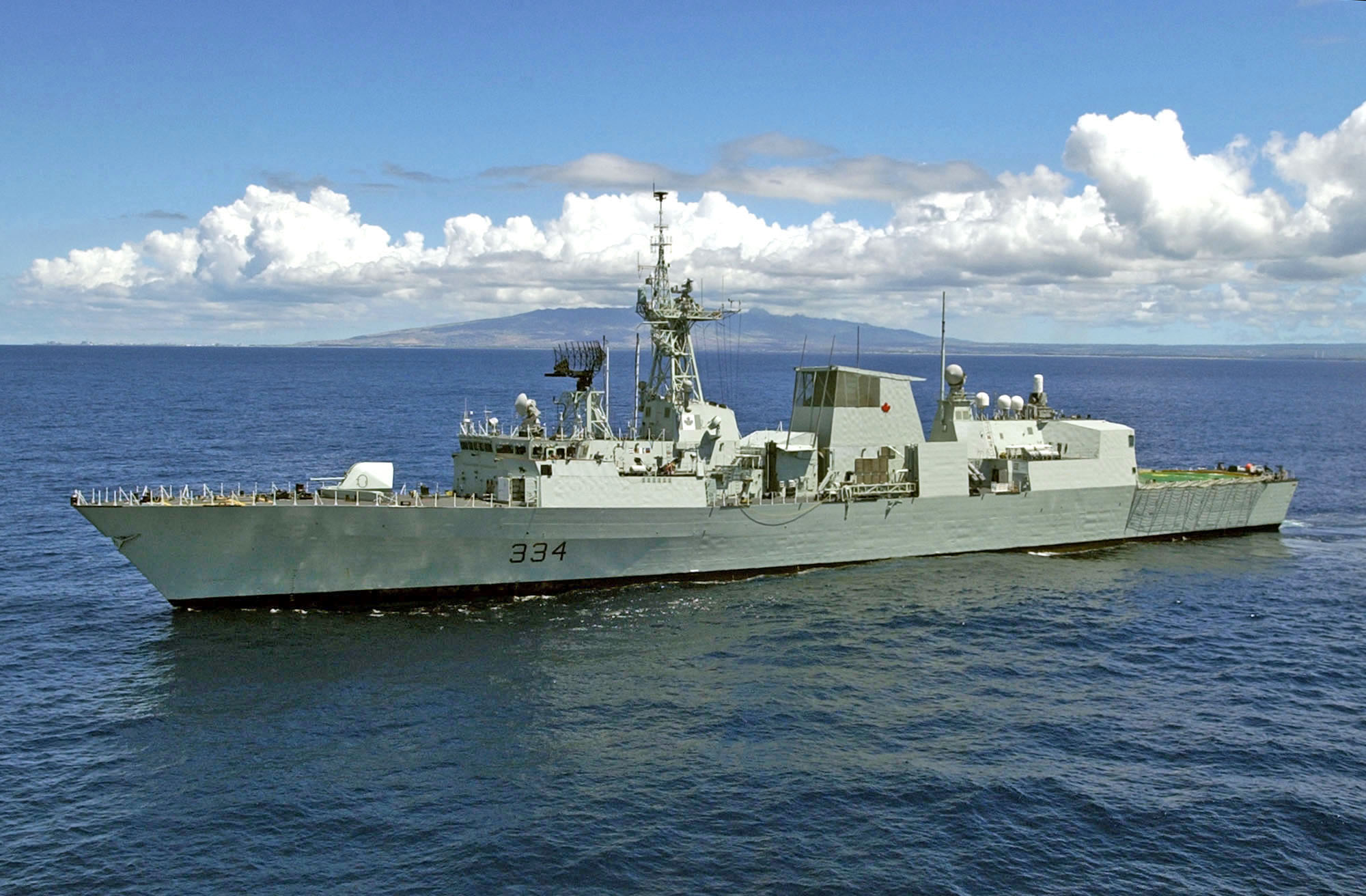
Канадский корабль Её Величества «Реджайна»

В 2005 году Королевский военно-морской флот Канады составлял примерно 110 000 регистровых тонн, распределённых на следующие боевые суда:
| Класс      | Тип                    | Количество | На службе с | Детали                                                                                                |
| ---------- | ---------------------- | ---------- | ----------- | --- |
| Halifax    | Фрегат                 | 12         | 1992-96     | Многоцелевое военное судно (патруль)                                                                  |
| Kingston   | Судно береговой охраны | 12         | 1996-99     | Береговое наблюдение, поиск и спасение, применение законов, защита рыболовецких зон и разминирование. |
| Protecteur | Судно-заправщик        | 2          | 1969-70     | Снабжение в море и медицинская поддержка.                                                             |
| Victoria   | Подводная лодка        | 4          | 2000-12     | Дизель-электроходный патруль дальнего действия (SSK)                                                  |
| Orca       | Патрульный корабль     | 8          | 2006-08     | Тренировка и патрулирование.                                                                          |

| Фрегаты типа «Галифакс» | Фрегаты типа «Галифакс» | Фрегаты типа «Галифакс» | Фрегаты типа «Галифакс» |
| Наименование            | Номер                   | В составе флота         | Флотилия                |
| ----------------------- | ----------------------- | ----------------------- | ----------------------- |
| HMCS «Галифакс»         | FFH 330                 | с 29 июня 1992 года     | Атлантическая           |
| HMCS «Ванкувер»         | FFH 331                 | с 23 августа 1993 года  | Тихоокеанская           |
| HMCS «Виль де Квебек»   | FFH 332                 | с 14 июля 1994 года     | Атлантическая           |
| HMCS «Торонто»          | FFH 333                 | с 29 июля 1993 года     | Атлантическая           |
| HMCS «Реджайна»         | FFH 334                 | с 29 декабря 1993 года  | Тихоокеанская           |
| HMCS «Калгари»          | FFH 335                 | с 12 мая 1995 года      | Тихоокеанская           |
| HMCS «Монреаль»         | FFH 336                 | с 21 июля 1994 года     | Атлантическая           |
| HMCS «Фредериктон»      | FFH 337                 | с 10 сентября 1994 года | Атлантическая           |
| HMCS «Виннипег»         | FFH 338                 | с 23 июня 1995 года     | Тихоокеанская           |
| HMCS «Шарлоттаун»       | FFH 339                 | с 9 сентября 1995 года  | Атлантическая           |
| HMCS «Сент-Джонс»       | FFH 340                 | с 16 июня 1996 года     | Атлантическая           |
| HMCS «Оттава»           | FFH 341                 | с 28 сентября 1996 года | Тихоокеанская           |

| Тип                                | Номер           | Наименование                                 | В составе флота         | Состояние       | Флотилия        |
| Подводные лодки                    | Подводные лодки | Подводные лодки                              | Подводные лодки         | Подводные лодки | Подводные лодки |
| ---------------------------------- | --------------- | -------------------------------------------- | ----------------------- | --------------- | --------------- |
| подводная лодка типа «Апхолдер»    | SSK 876         | HMCS «Виктория», бывшая HMS Anseen (S 41)    | с 2 декабря 2000 года   | в строю         | Тихоокеанская   |
| подводная лодка типа «Апхолдер»    | SSK 877         | HMCS «Уиндзор», бывшая HMS Unicorn (S 43)    | с 29 сентября 2001 года | в строю         | Атлантическая   |
| подводная лодка типа «Апхолдер»    | SSK 878         | HMCS «Корнер Брук», бывшая HMS Ursula (S 42) | март 2003 года          | в строю         | Тихоокеанская   |
| подводная лодка типа «Апхолдер»    | SSK 879         | HMCS «Шикутими», бывшая HMS Upholder (S 40)  | октябрь 2004 года       | в строю         | Тихоокеанская   |
| Сторожевые корабли                 |                 |                                              |                         |                 |                 |
| Патрульное судно класса «Кингстон» | MM 700          | HMCS «Кингстон»                              | с 21 сентября 1996 года | в строю         | Атлантическая   |
| Патрульное судно класса «Кингстон» | MM 701          | HMCS «Глэйс-Бэй»                             | с 26 октября 1996 года  | в строю         | Атлантическая   |
| Патрульное судно класса «Кингстон» | MM 702          | HMCS «Нанаймо»                               | с 10 мая 1997 года      | в строю         | Тихоокеанская   |
| Патрульное судно класса «Кингстон» | MM 703          | HMCS «Эдмонтон»                              | с 21 июня 1997 года     | в строю         | Тихоокеанская   |
| Патрульное судно класса «Кингстон» | MM 704          | HMCS «Шоуиниган»                             | с 14 июня 1997 года     | в строю         | Атлантическая   |
| Патрульное судно класса «Кингстон» | MM 705          | HMCS «Уайтхорс»                              | с 17 апреля 1998 года   | в строю         | Тихоокеанская   |
| Патрульное судно класса «Кингстон» | MM 706          | HMCS «Йеллоунайф»                            | с 18 апреля 1998 года   | в строю         | Тихоокеанская   |
| Патрульное судно класса «Кингстон» | MM 707          | HMCS «Гус-Бэй»                               | с 26 июля 1998 года     | в строю         | Атлантическая   |
| Патрульное судно класса «Кингстон» | MM 708          | HMCS «Монктон»                               | с 12 июля 1998 года     | в строю         | Атлантическая   |
| Патрульное судно класса «Кингстон» | MM 709          | HMCS «Саскатун»                              | с 5 декабря 1998 года   | в строю         | Тихоокеанская   |
| Патрульное судно класса «Кингстон» | MM 710          | HMCS «Брэндон»                               | с 5 июня 1999 года      | в строю         | Тихоокеанская   |
| Патрульное судно класса «Кингстон» | MM 711          | HMCS «Саммерсайд»                            | с 18 июля 1999 года     | в строю         | Атлантическая   |